# Cramponne-toi, Jerry
Pour plus de détails, voir Fiche technique et Distribution.
Cramponne-toi, Jerry (Hook, Line and Sinker en version originale) est un film américain réalisé par George Marshall, sorti en 1969.

## Synopsis
Après avoir appris de son médecin et meilleur ami, le Dr Scott Carter, qu'il était atteint d'une maladie incurable, Peter Ingersoll décide de vivre le reste de sa vie à 100% et de dépenser sans compter. Le diagnotic s'étant en fin de compte avéré erroné, Peter, ruiné, organise avec Scott sa disparition afin de ne pas faire supporter à sa famille ses erreurs. Mais il découvre qu'il s'agit d'une machination de ce dernier destinée à lui ravir sa femme.

## Fiche technique
- Titre original : Hook, Line and Sinker
- Titre français : Cramponne-toi, Jerry
- Réalisation : George Marshall
- Scénario : Rod Amateau
- Musique : Nick Stabile
- Direction artistique : John Beckman
- Décors : Frank Tuttle
- Photographie : W. Wallace Kelley
- Montage : Russel Wiles
- Production : Jerry Lewis ; Joe E. Stabile (production associée)
- Société de production : Jerry Lewis Productions
- Société de distribution : Columbia Pictures
- Pays d'origine :  États-Unis
- Langue : anglais
- Format : Couleur (Technicolor) - 35 mm - 1,85:1 - son mono (Westrex Recording System)
- Genre :  comédie
- Durée : 87 minutes 1 h 27
- Dates de sortie : 
  - États-Unis : 16 avril 1969 (Boston) ; 6 juin 1969 (sortie nationale)
  - France : 30 juillet 1969

## Distribution
- Jerry Lewis (VF : Jacques Dynam) : Peter J. Ingersoll / Fred Charles Dobbs
- Peter Lawford (VF : Jacques Berthier (acteur)) : le Dr Scott Carter
- Anne Francis (VF : Odile Versois) : Nancy Ingersoll
- Pedro Gonzalez Gonzalez : Perfecto
- Jimmy Miller (VF : Marcelle Lajeunesse) : Jimmy Ingersoll
- Jennifer Edwards : Jennifer
- Eleanor Audley : Mme Durham
- Henry Corden (VF : Albert de Médina) : Kenyon Hammercher
- Sylvia Lewis : Karlotta Hammercher
- Phillip Pine (VF : Albert de Médina) : le chirurgien en chef
- Felipe Turich (VF : Jean-Henri Chambois) : l'entrepreneur des pompes funèbres
- Kathleen Freeman (VF : Jacqueline Porel) : la baby-sitter

Acteurs non-crédités :
- Murray Alper : un membre de la commission d'enquête
- Larry J. Blake (VF : Serge Lhorca) : le chef de la police
- Byron Foulger : le directeur des pompes funèbres
- Mark Harris (VF : Gérard Hernandez) : le docteur
- Bob Harvey (VF : Albert Augier) : l'agent de la CIA
- Jessica James (VF : Jacqueline Porel) : l'hôtesse de l'air
- Walter Kray (VF : Jean-Henri Chambois) : le représentant des assurances
- Norman Leavitt (VF : Serge Lhorca) : le Dr Everson
- Haydee Marino (VF : Lita Recio) : la femme de chambre
- Tina Menard (VF : Lita Recio) : la femme portugaise assoupie
- Carlos Molina (VF : Gérard Hernandez) : le réceptionniste
- Del Moore (VF : Albert Augier) : le pasteur
- Alberto Morin (VF : Jean-Henri Chambois) : le préposé aux passeports
- John Nolan (VF : Albert Augier) : un membre de la commission d'enquête
- William O'Connell (VF : Albert Augier) : le réceptionniste de l'« Hotel Fenix »
- Anthony Larry Paul (VF : Gérard Hernandez) : un membre de la commission d'enquête
- Davis Roberts (VF : Gérard Hernandez) : un membre de la commission d'enquête
- Andy Romano (VF : Gérard Hernandez) : l'employé de la morgue
- John Stacy (VF : Aram Stephan) : le chirurgien
- Gilchrist Stuart (VF : Serge Lhorca) : le gérant de nuit
- Sarita Vara (VF : Jacqueline Porel) : Miss Rivera
- Harlan Warde (VF : Jean Berton) : le procureur

## Production
Le tournage a eu lieu du 1er avril au 30 juin 1968 à Lisbonne (Portugal) pour les extérieurs.

## Autour du film
Le titre original, « Hook, Line and Sinker » (littéralement « Hameçon, ligne et plomb »), est une expression idiomatique anglaise signifiant « se faire berner ». Elle a été utilisée à plusieurs reprises comme titre, notamment Hook, Line and Sinker (1930) d'Edward F. Cline.